# Lisdoonvarna
Lisdoonvarna (irl. Lios Dúin Bhearna) – miasteczko w zachodniej Irlandii, położone w hrabstwie Clare, około 14 km na południe od Ballyvaughan.
Słynne z trwającego cały miesiąc "festiwalu swatów", odbywającego się co roku we wrześniu. Wywodzi się on z czasów, gdy po żniwach rolnicy schodzili się z okolicznych terenów w celu znalezienia żony i wydania zarobionych pieniędzy w trakcie festynów i zabaw przy muzyce.
Obecnie festiwal ma charakter turystyczny i jest popularny głównie wśród przyjezdnych w średnim wieku. W czasie jego trwania wybiera się mistera Lisdoonvarny oraz królową wzgórz Burren.